# Plusidia separanda
Plusidia separanda är en fjärilsart som beskrevs av W. Warren 1913. Plusidia separanda ingår i släktet Plusidia och familjen nattflyn. Inga underarter finns listade i Catalogue of Life.